# Valla Attila
Valla Attila (Budapest, 1967. november 14. –) Huszka Jenő- és eMeRTon-díjas dalszövegíró.

## Élete
1988 óta ír és fordít a pop-rock-musical világában. Több mint 100 előadóval - mint például: Cserhati Zsuzsa, Charlie, Somló Tamás, Emberek, NOX, Zséda, Hooligans, Szulák Andrea, Szekeres Adrien, Oláh Ibolya, Mester Tamás, Király Linda, Mahó Andrea, Fekete Jenő, Csézy, Gáspár Laci, Kökény Attila - ~ 150 lemezen dolgozott együtt, ami csaknem 1000 dalszöveget jelent. Arany és platina lemezeinek száma több mint 50. 
1996-ban Cserháti Zsuzsa - Hamu és Gyémánt című lemeze Arany Zsiráf díjat nyert.
2005-ben az Eurovíziós Dalfesztiválon a NOX - Forogj világ! című dala döntős dalként szerepelt.
2021-ben Charlie - Mindenen túl című lemeze az év hazai klasszikus pop-rock albuma kategóriában Fonogram díjat nyert.

## Zenekara
- BUMM! együttes 1987-1990

## Díjai
- Huszka Jenő-díj (1996)
- eMerTon-díj (2005)

## Musical fordítások
- Hair (1996) –  Vörösmarty színház
- Jekyll és Hyde (2001) – Musical Színház – Szegedi Szabadtéri Játékok
- Őrült Nők Ketrece (2007) – Szigliget Színház[1]
- A Vörös Pimpernel (2008) – Szegedi Nemzeti Színház[2]

## Magyar musical dalszövegek
- Katonadolog (2000) Szurdi Miklós – Szikora Róbert – Szomor György – Vinnay Péter – Valla Attila
- Diótörő és Egérkirály (2003) Szomor György – Szurdi Miklós -Valla Attila
- Macskafogó (2006) Szikora Róbert – Valla Attila
- Kék-lila nyár, Jávor szerelme (2010) Gazsó Bálint – Pozsgai Zsolt – Valla Attila
- Krisztus katonája (2017)
- A Tenkes kapitánya (2021)